# Kundur, Alur
Kundur là một làng thuộc tehsil Alur, huyện Hassan, bang Karnataka, Ấn Độ.